# Neufraunhofen
Neufraunhofen è un comune tedesco di 1 086 abitanti, situato nel land della Baviera.